# Sherwood (TV-serie)
Sherwood är ett brittiskt kriminaldrama som hade premiär i Storbritannien 2022. Serien är skapad och skriven av James Graham och är inspirerad av verkliga mord som skedde i Nottinghamshire i England under 2004. Första säsongen består av sex avsnitt och hade svensk premiär på SVT och SVT Play den 26 januari 2023.  
Serien har fått en andra säsong även den bestående av sex avsnitt, som hade premiär den 25 augusti 2024.

## Handling
Serien handlar om två mord som skakar det redan splittrade gruvsamhället beläget i närheten av Sherwoodskogen i Nottinghamshire. Den lokale polischefen Ian St Claire och Londonpolisen Kevin Salisbury får till uppgift att förutom att lösa morden även försöka skapa lugn och trygghet i samhället.

## Rollista (i urval)
- David Morrissey – Ian St Claire
- Robert Glenister – Kevin Salisbury
- Adam Hugill – Scott Rowley
- Terence Maynard  – Cleaver
- Andrea Lowe –  Taylor
- Lorraine Ashbourne – Daphne Sparrow
- Clare Holman – Helen St Claire
- Lesley Manville – Julia Jackson
- Perry Fritzpatrick – Rory Sparrow
- Kevin Doyle – Fred Rowley
- Claire Rushbrook – Cathy Rowley